# Выжить (сериал)
«Выжить» или «Выживание» (англ. Survive) — американский телевизионный сериал 2020 года в жанре драмы с Софи Тёрнер и Кори Хоукинсом в главных ролях. Включает 12 приблизительно 10-минутных серий, снятых для стримингового сервиса Quibi.

## Сюжет
Литературной основой сериала стал одноимённый роман Алекса Мореля. Завязкой действия и в книге, и в сериале становится авиакатастрофа: самолёт разбивается в заснеженных горах, и в живых остаются только двое, мужчина и женщина. Они должны спастись, преодолевая суровые природные условия и личные психологические травмы.

## В ролях
- Софи Тёрнер — Джейн
- Кори Хоукинс — Пол

## Производство и восприятие
Режиссёром стал Марк Пеллингтон, авторами сценария — Ричард Эбейт и Джереми Ангар. Главные роли достались звезде «Игры престолов» Софи Тёрнер и Кори Хоукинс. Реализацией проекта занимались компании EMH Consulting Group, Inc и Gunpowder & Sky. Сериал снимался для стримингового сервиса Quibi, который начал работать в апреле 2020 года. Смотреть его можно только с экрана мобильного телефона, а серии продолжаются всего десять минут.
Премьера сериала состоялась в апреле 2020 года, первый тизер вышел за два месяца до этого.
Сериал получил много отрицательных отзывов. В частности, обозреватель Vanity Fair счёл, что этот проект «вторичен и слишком концентрируется на теме депрессии и безысходности». На сайте Rotten Tomatoes «Выжить» получил рейтинг 58 %; авторы отзыва констатировали, что сюжет слишком сложен для набора коротких серий, но Софи Тёрнер своей игрой доказала, что заслуживает больших и ярких ролей.